# Franciszka Zwonarz

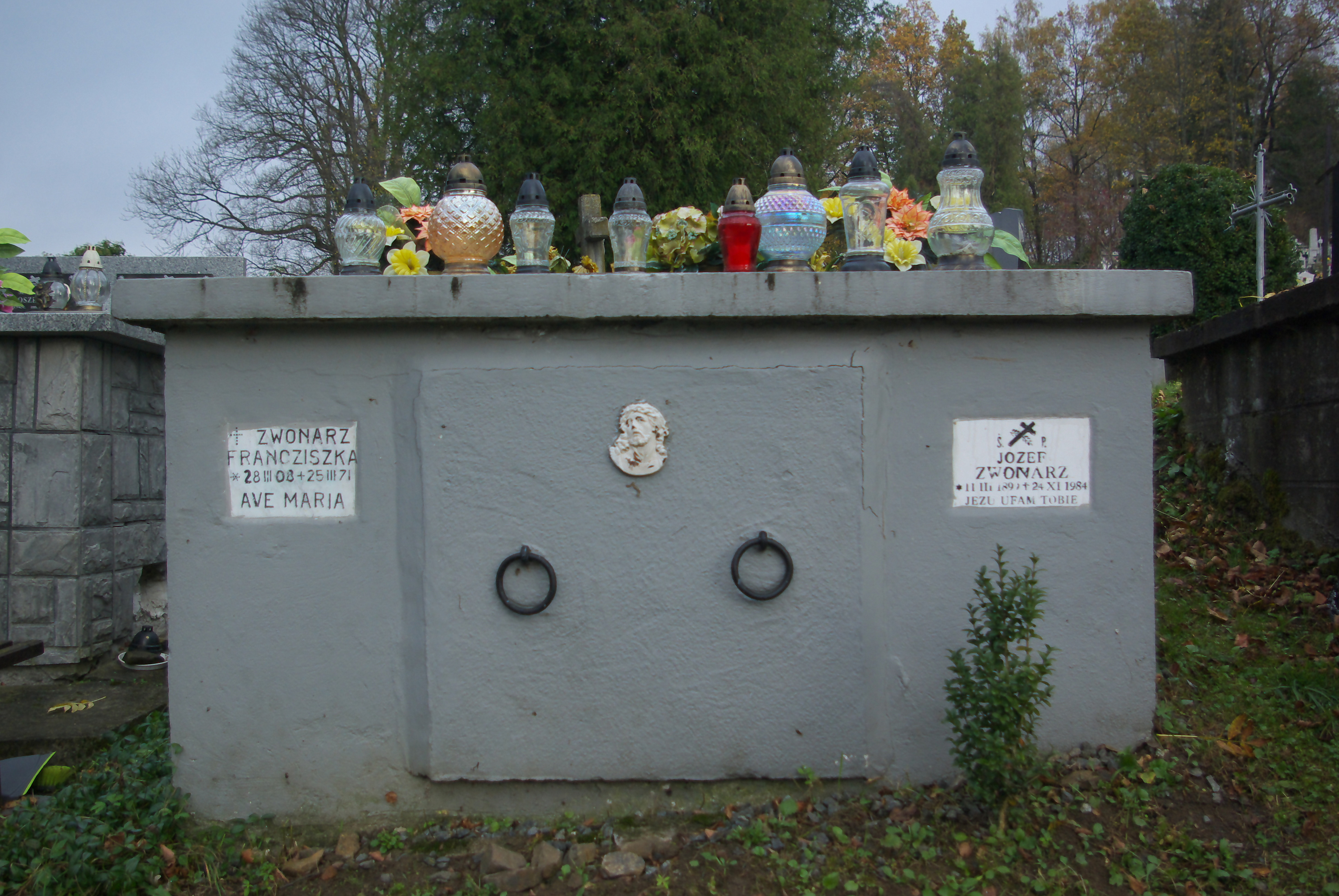
Grobowiec Franciszki i Józefa Zwonarzów na cmentarzu w Lesku

Franciszka Zwonarz z domu Jodłowska (ur. 28 marca 1908, zm. 25 marca 1971) – Polka, „Sprawiedliwa wśród Narodów Świata”.

## Życiorys
Franciszka Zwonarz wraz z mężem Józefem i szóstką dzieci mieszkali w podkarpackim Lesku. Józef prowadził warsztat ślusarski. Od 17 grudnia 1942 do lata 1944, tj. przez dwadzieścia dwa miesiące, Zwonarzowie ukrywali w specjalnie wybudowanym schowku pod podłogą warsztatu żydowskich uciekinierów z obozu przejściowego Zwangsarbeitslager Zaslaw. Zwonarzowie przyjęli lekarza Natana Wallacha z żoną Jafą oraz rodzeństwo Monasterów: Annę, Milkę, Pinka. We wrześniu 1944, po wejściu wojsk sowieckich, Żydzi zostali wyzwoleni.
W 1967 Zwonarzowie zostali odznaczeni medalem Sprawiedliwych wśród Narodów Świata. Z uwagi na trwającą wojnę na Bliskim Wschodzie otrzymali to wyróżnienie w 1980 w Brukseli. Oboje zostali pochowani na cmentarzu w Lesku. Mieli sześcioro dzieci: Marię, Janinę, Zofię, Franciszka, Helenę i Romualda.
Jafa Wallach spisała wspomnienia, które zostały wydane w Stanach Zjednoczonych pt. Bitter Freedom. Memoirs of a Holocaust Survivor nakładem Hermitage Publishers w 2006. Wydanie w polskim przekładzie wydano w 2012 pt. Gorzka wolność. Wspomnienia ocalonej z holocaustu w opracowaniu Elżbiety Rączy nakładem Instytutu Pamięci Narodowej w Rzeszowie. Pisarz Kalman Segal w swojej reportażowej powieści pt. Nad dziwną rzeką Sambation, napisanej w 1955 i wydanej w 1957, zawarł odniesienia do Józefa Zwonarza i ocalenia przez niego rodziny żydowskiej.